# Редукція (Швеція)
Редукція (швед. reduktion) — процес повернення державі (шведської корони)  земель, раніше переданих у володіння шведському дворянству. Редукція проходила в XVII столітті в два етапи.
Перша редукція (швед. fjärdepartsräfsten) була проведена королем Карлом X Густавом в 1655 році. Шведській короні повернулася чверть земель, виданих після 1632 року. Більша редукція 1680 року була проведена королем Карлом XI. Ця редукція повернула землі, які перейшли до шведського нобілітету раніше, так і забрала на користь скарбниці володіння дворянства на захоплених землях Балтійського регіону. Редукцію підтримали практично всі класи шведського суспільства, крім, зі зрозумілих причин, дворянства.

## Передумови редукції

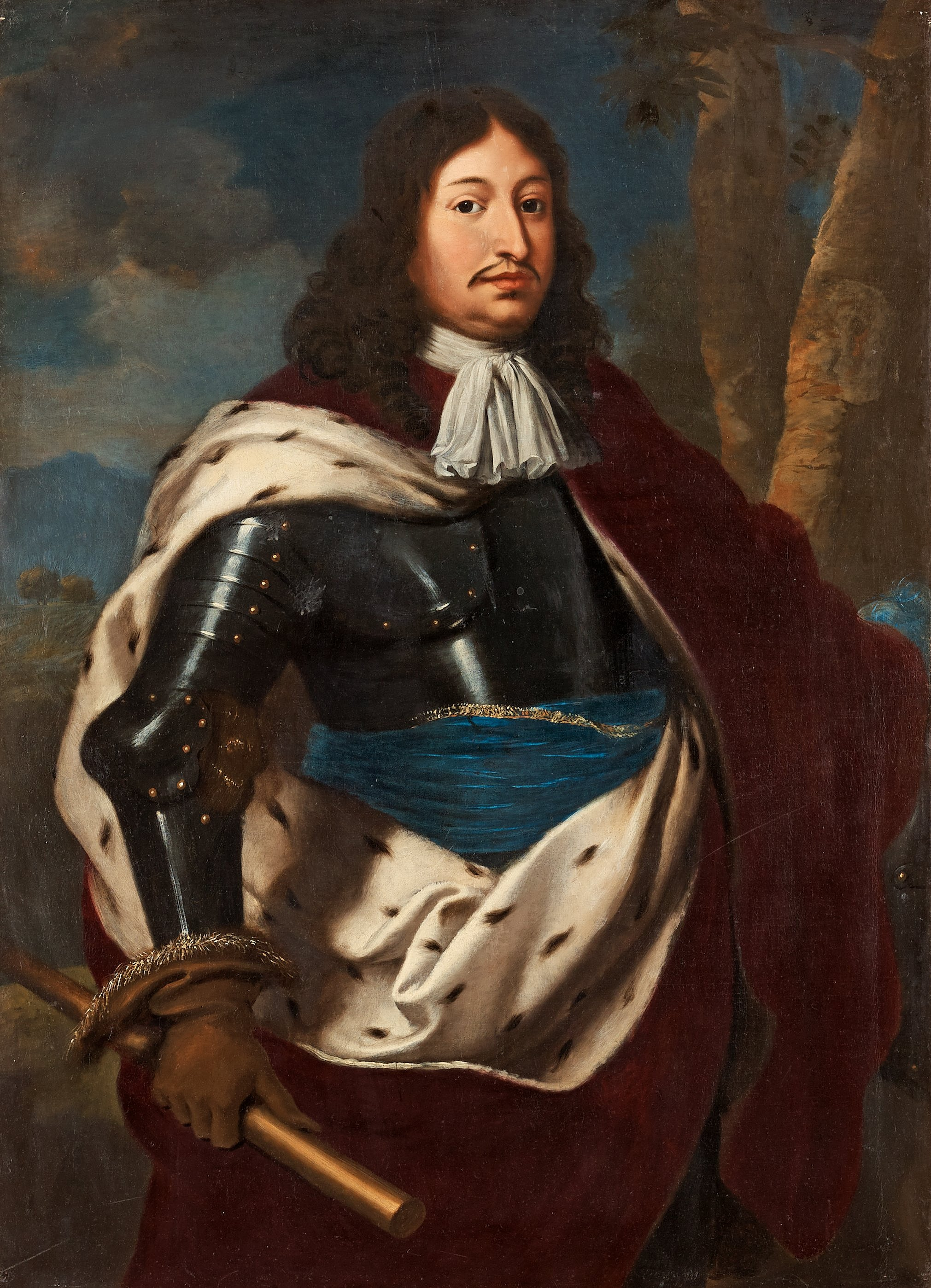
Карл X

В середині XVII століття Швеція під управлінням Карла X Густава вела інтенсивні війни для розширення своєї присутності в Балтійському регіоні. Основними противниками Швеції в різний час були Польща, Данія і Росія, а також інші коаліції. Військових дій Швеції супроводжував успіх, що не могло не викликати активізації в протистоянні з іншими країнами-претендентами на Балтику. На певному етапі Швеція одночасно вела бойові дії на землях Польщі, Лівонії та Данії. Війна з Данією закінчилася Роскілльским миром 1658 року. По ньому до Швеції відійшли кілька данських південних провінцій. Війна з Польщею закінчилася мирним договором 1660 року, підписаним в Оліві (під Гданськом). Швеція отримала за ним Північну Ліфляндію. У 1661 році Кардиським миром закінчилася війна з Росією. За ним в цілому території обох держав залишилися колишніми, хоча до Швеції відійшло кілька прикордонних міст. Швеція змогла зафіксувати експансію, а гроші й матеріальні ресурси з нових територій дозволили призупинити редукцію Карла X.

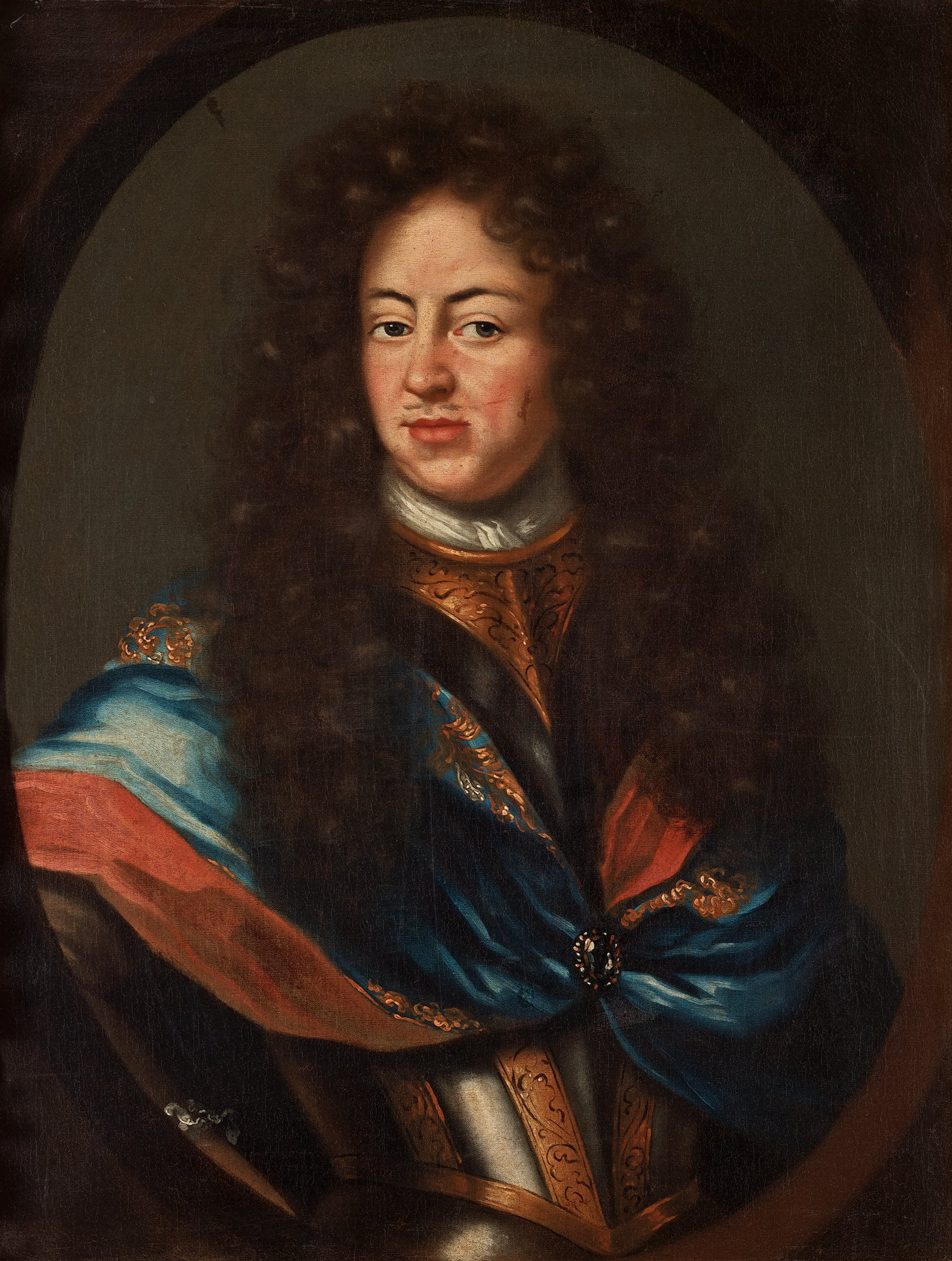
Карл XI

З 1672 року Швеція брала участь в Голландській і Дансько-шведській (1675-1679) війнах. Швеція була союзником Франції і протистояла коаліції Бранденбурга, Данії і Голландії. Швеція змогла зберегти майже всі завоювання попередніх десятиліть, але постійні військові витрати ґрунтовно підірвали фінансовий добробут корони. Державний борг досяг 20 мільйонів далерів. Швеція ледь могла годувати і так скорочену армію, і редукція земельної власності дворянства Швеції і дворянства захоплених територій (в основному остзейського нобілітету) ставала головним способом відновлення економічної могутності Шведської держави.

## Селянське питання
Шведське селянство завжди було особисто вільним (незакріпаченим) і поділялося на дві основні групи. Так звані фрельзові (швед. fralsebonde «вільні») селяни обробляли землю феодалів, інша частина стану обробляла землі корони і вважалася державними або податковими, скаттними (швед. skatt — подать селянством. До середини XVII століття шведський нобілітет значно збільшив свої земельні володіння шляхом захоплення коронних і общинних земель. Якщо ще сто років тому шведському селянству, в основній своїй масі податного, що жило на землях короля, було доступно більше половини орних ділянок, то до початку правління Карла XI число податкових землеробів зменшилося вдвічі через активність нобілітету.
Особливістю шведського соціального устрою було те, що податкові селяни де-юре належали королю, але при цьому за фактом давно були спадковими власниками оброблюваних земель. Вони брали участь у місцевому самоврядуванні, були представлені в риксдазі. Фрельзові селяни перебували на землях дворян, платили за землю натуральні й грошові оброки, і хоч ніколи не були кріпаками, але мали менше прав і свобод, ніж державні селяни.
Масовий перехід коронних земель у власність дворянства урізав права державних селян. Вони втрачали права на землю (на практиці - їх багатопоколінну спадкову власність) і потрапляли в залежність нобілітету. Члени риксдагу, які представляли селянство, постійно підкреслювали, що особисто вільні люди тепер масово перетворювалися в жителів, безпосередньо залежних від феодалів.
Посилення позицій шведської аристократії виразилося, в тому числі, і в зменшенні прав і свобод фрельзового селянства. Тепер селянин, що обробляв ленні землі, при появі оброчного боргу перед землевласником не міг змінити «власника» до його повернення. Крім того, що всі матеріально-фінансові збори з фрельзових селян йшли безпосередньо власникам земель, тепер шведська аристократія могла також відправляти залежних селян в рекрути.
До 70-х років XVII століття питання редукції — повернення в казну захоплених дворянством державних земель — стало чи не найгострішим у Швеції. Землі корони вже мало впливали на добробут країни. В редукції виявилися зацікавлені всі класи, крім лендлордів.
Селянство розраховувало, що редукція поверне їх у статус тих, хто обробляє землі корони, що гарантувало посильні королівські податки і відсутність тиску на особисту свободу. Бюргери чекали від редукції зниження податкового навантаження, тому що Швеція знову б отимала такий ресурс, як державні землі.
Також треба враховувати той факт, що шведська армія XVII століття набиралася з числа вільних селян. Скорочення цього стану зменшувало рекрутську соціальну базу, чого не можна було допускати в умовах частих європейських воєн того часу.

## Результати
Редукція позитивно вплинула на збільшення доходів казни і стимулювала економічний розвиток Швеції, ослабила позиції нобілітету Швеції і недавно захоплених регіонів: Інгерманландії, Естляндії, Ліфляндії і шведської Померанії. До 90-х років XVII століття щорічний прибуток казни від редукції оцінювався у 3 млн. далерів.
Редукція значно посилила політичну й економічну владу короля та істотно знизила значення аристократії. Риксрод, представляв і захищав до початку редукції інтереси шведських дворянських верхів, практично втратив своє колишнє значення. Армія була збільшена. Карл XI міг вважати абсолютним монархом.
Проте, аристократія Швеції зберегла свої спадкові маєтки. Селянство опинилося, в цілому, не задоволене редукцією. Скористатись плодами аграрно--політичної реформи змогла лише заможна частина селянства (особливо при наступному законі 1701 року, який дозволив купувати у власність коронні землі). Середнє селянство було незадоволений розмірами нових наділів і підвищенням відповідних податків. Серед біднійших шарів селянства батрацтво стало масовим явищем. Малоземельне селянство експлуатувалось через грошову або часткову оренду. Появилась і капіталістична оренда: коли багатий селяни або управляющий землями землевласників арендували їхні землі, виплачуючи ренту і маючи вигоду з інтенсивного використання праці батраків.
Варто відзначити різницю і в суті, і в глибині редукції безпосередньо в Швеції і на відносно недавно захоплених землях. Селяни прибалтійських провінцій, навіть при переході в статус «державних», не отримували жодної особистої свободи. При цьому тяжкість платежів і оброків тільки зростала. Швеція при фактичному поглинанні земель місцевого дворянства не розпоряджалася наділами самостійно, а залишала їх їм на правах оренди.
Прибалтика до закінчення XVII століття знаходилася в положенні колоніальних земель для Швеції. Ситуацію ускладнювали кілька неврожайних років і масові епідемії. Тому до початку Північної війни все це не могло не позначитися на настроях населення цих земель і настрої остзейського дворянства. Так, одним із прикладів наслідків шведської редукції в Прибалтиці місцевого нобілітету став той факт, що чимала частина з них у новій війні не підтримала шведську сторону. Одним з найбільш помітних діячів, постраждалих від редукції і згодом перейшовших на російську службу, став Йоганн Паткуль.